# 莲花镇 (望奎县)
莲花镇，是中华人民共和国黑龙江省绥化市望奎县下辖的一个乡镇级行政单位。

## 行政区划
莲花镇下辖以下地区：
宽四村、宽五东村、宽五西村、信五村、信六村、厢白后头村、厢黄前二村、厢黄后三村和厢黄后二村。